# 反逆のアイドル
『反逆のアイドル』（原題：Rebel Yell）は、イングランド出身のロック・ボーカリスト、ビリー・アイドルが1983年に発表した2作目のスタジオ・アルバム。

## 背景
前作『ビリー・アイドル』（1982年）でも一部の楽曲の作曲に関与したスティーヴ・スティーヴンスが、本作では「キャッチ・マイ・フォール」を除く全曲をアイドルと共作した。レコーディングが開始された当初はドラマーが不在だったが、スティーヴ・スティーヴンスとキース・フォーシーの提案により、スキャンダルのメンバーであったトミー・プライスが新ドラマーとして参加した。

## 反響・評価
アイドルは本作で大きな成功を収めた。アメリカのBillboard 200では6位に達して自身初のトップ10入りを果たし、1984年4月にRIAAによってゴールドディスクに認定されて、1985年1月にはダブル・プラチナに認定されている。Billboard Hot 100では、本作からのシングル「反逆のアイドル」が46位、「フレッシュ・フォー・ファンタジー」が29位、「アイズ」が4位、「キャッチ・マイ・フォール」が50位に達した。
ニュージーランドのアルバム・チャートでは、1984年4月15日に初登場2位となり、合計5週にわたり2位を記録する大ヒットとなった。全英アルバムチャートには1985年9月28日に初登場して、最高36位に達した。
スティーヴ・ヒューイはオールミュージックにおいて本作を「ビリー・アイドルの最もキャッチーで、最もシンセサイザー主導のニュー・ウェイヴ・ポップとハードロック・ギターの爆発（スティーヴ・スティーヴンスのお蔭である）の融合が首尾一貫した作品」と評している。

## 収録曲
特記なき楽曲はビリー・アイドルとスティーヴ・スティーヴンスの共作。
1. 反逆のアイドル - "Rebel Yell" - 4:49
2. デイタイム・ドラマ - "Daytime Drama" - 4:05
3. アイズ - "Eyes Without a Face" - 4:57
4. ブルー・ハイウェイ - "Blue Highway" - 5:07
5. フレッシュ・フォー・ファンタジー - "Flesh for Fantasy" - 4:39
6. キャッチ・マイ・フォール - "Catch My Fall" (Billy Idol) - 3:42
7. クランク・コール - "Crank Call" - 3:58
8. スタンド・イン・ザ・シャドー - "(Do Not) Stand in the Shadows" - 3:13
9. ザ・デッド・ネクスト・ドア - "The Dead Next Door" - 3:44

## カヴァー
- 反逆のアイドル
  - HIM - ライヴで演奏。シングル「Join Me」（1999年）のカップリング曲としてライヴ音源が発表された[11]。
  - Children Of Bodom - コンピレーション・アルバム『ベストブリーダー'97〜'00』（2003年）に収録。
  - Dope - 5thアルバム『No Regrets』に収録。
  - 坂上忍 - MIDNIGHT DANCEでカバー。
- アイズ
  - ポール・アンカ - アルバム『ロック・スウィングス』（2005年）に収録。

## 参加ミュージシャン
- ビリー・アイドル - ボーカル、ギター
- スティーヴ・スティーヴンス - ギター、ベース、キーボード、シンセサイザー
- ジュディ・ドジャー - キーボード
- スティーヴ・ウェブスター - ベース
- トミー・プライス - ドラムス

アディショナル・ミュージシャン
- マーズ・ウィリアムズ - サックス(#6)
- サル・キューヴァス - ベース(#3)
- グレッグ・ガースン - ドラムス(#8)
- ジャック・ウォルドマン - アディショナル・キーボード
- ペリー・リスター - バッキング・ボーカル(#3)